# Sport Club Agrimaq Pilarense
O Sport Club Agrimaq Pilarense é um clube brasileiro de futebol da cidade de Prefeitura de Pilar, no estado de Alagoas.
Fundado dia 28 de agosto de 1989, atualmente disputa a Segunda Divisão do Campeonato Alagoano.

## História
Em 2017 disputaram a Segunda Divisão do Campeonato Alagoano ficando na oitava e penúltima colocação. Em 2021 voltaram para a disputa caindo nas semis-finais e ficando na terceira colocação.

## Participações
| Competição | Competição      | Temporadas | Melhor campanha    | Estreia | Última | A | R |
| Alagoas    | Segunda Divisão | 2          | 3º colocado (2021) | 2017    | 2025   | - |   |

## Rivalidade
Seus principais rivais são o Desportivo Aliança, Sport Atalaia e o extinto Corinthians Alagoano.    

## Elenco 2025
Defesas
Victor chastinet
China

Medios
Kleberson Santos
Miqueias Vital

Atacantes
Yan Luiz
Wailton Gabriel
Wallisson Alberto